# Нгони
Нгони, ангони, мазиту, мгвангара — народ, населяющий некоторые районы Малави, Замбии и Танзании. Общая численность — более 1,5 млн чел. Нгони родственны народу зулу. На современную территорию расселения нгони пришли в 1-й половине XIX века из Южной Африки в результате мфекане. Они утратили свой родной зулусский язык и говорят на языках своих соседей (ньянджа, тонга, манда, суахили). У нгони сохраняются традиционные религиозные культы (сил природы, предков), часть — приняла ислам. Разводят крупный рогатый скот, занимаются переложным земледелием, работают на плантациях сизаля, хлопка и др. У ряда групп наблюдается переход от ручного земледелия к пашенному.